# Économie des États fédérés de Micronésie
Les États fédérés de Micronésie sont l'un des pays les plus pauvres du monde. L'économie est tributaire des aides extérieures (américaines notamment, bien que celles-ci aient progressivement diminué ces dernières années) ; le taux de chômage est très élevé ; le déficit commercial est fort.

## Ressources
L'agriculture est représentée par la production d'huile de palme et par la culture de la  banane, du poivre, du coprah et de la patate douce.
L'industrie se cantonne aux conserveries de thon (le thon étant la première ressource du pays) et au textile.
Le pays exporte également du corail de joaillerie.
Le tourisme se développe, notamment sur l'atoll de Chuuk (où l'on trouve un cimetière d'épaves de navires de guerre japonais datant de la Seconde Guerre mondiale).
PNB global pour 2006 : 260 millions $.
PNB par habitant pour 2006 : 2 380 $.

## Pêche
Les États fédérés de Micronésie disposent d'une zone économique exclusive de près de 3 millions de km², soit la 15e plus vaste au monde .
L'Union européenne a conclu en 2004 un accord concernant le domaine de la pêche au thon. Celui-ci donne le droit à l'Union Européenne de pêcher dans la zone économique exclusive de la Micronésie. L'Union Européenne doit cependant se limiter à une exploitation de 8000 tonnes par an. En échange, L'Union Européenne a versé un premier acompte de 559 000 euros. 27 % de cette somme est destinée au soutien de la politique de pêche sectorielle appliquée en Micronésie. En plus de cette somme, l'Union européenne doit verser 35 euros par tonne capturée. 
Depuis la signature de cet accord, 6 thoniers senneurs et 12 Palangriers sont présents dans la zone économique exclusive sous le sigle de l'Union Européenne.

## Agriculture
En 2014, la surface des terres cultivées consacrées à la noix de coco est d'environ 18 000 hectares pour une production de 39 545 000 noix de coco dont fut extrait 76 000 tonnes de coprah. L'année précédente 1 224 000 tonnes de coprah avaient été produits à partir de 45 000 000 de noix.